# Ctenomys viperinus
Туко-туко Віпоса (Ctenomys viperinus) — вид гризунів родини тукотукових, що зустрічається в Аргентині на півночі провінції Тукуман поблизу міста Віпос.